# ウラディミール・カルペツ
ウラディミール・カルペツ（Vladimir Karpets、1980年9月20日- ）はロシア・サンクトペテルブルク出身の自転車競技選手。ウラジミール・カルペツという表記が使用されることも多い。

## 経歴
2003年、ツール・ド・フランス初出場を果たし総合100位。
2004年
- ブエルタ・ア・ラ・リオハ 総合優勝
- カタルーニャ一周 総合2位
- ツール・ド・フランスではマイヨ・ブラン（新人賞）を獲得し、総合13位に入る。

2005年
- ジロ・デ・イタリア総合7位。

2006年
- カタルーニャ一周 総合2位。
- ブエルタ・ア・エスパーニャ総合8位。

2007年
- ブエルタ・ア・カスティーリャ・イ・レオン 区間1勝（第1）
- アレンテージョ一周 区間1勝（第3）
- ブエルタ・ア・ラ・リオハ 区間1勝（第2）、総合2位
- カタルーニャ一周 総合優勝
- ツール・ド・スイス 総合優勝
- ツール・ド・フランス総合14位
- ブエルタ・ア・エスパーニャ総合7位

2008年
- プルエバ・ビリャフランカ・デ・オルディシア 優勝

2009年、チーム・カチューシャに移籍。
- ツール・ド・ロマンディで総合2位。
- ツール・ド・スイス 総合5位。
- ツール・ド・フランスではリーダーとして出場し総合13位。

2010年
- ツール・ド・ロマンディ 総合4位
- ジロ・デ・イタリア総合14位
- ブエルタ・ア・エスパーニャ総合13位。

2012年、チーム・モビスターに移籍。

## タイプ
平坦レースでの実績はほとんどないが、タイムトライアルや山岳コースをソツなくこなす、オールラウンダー型の選手。